# رضوفة
الرَّضُوفَة (الاسم العلمي: Reduvius)، جنس حشرات من نصفيات الأجنحة وفصيلة الرضوفيات البقيات المغتالة.